# Eslam Hamad
Eslam Hamad, né le 7 octobre 1992, est un pentathlonien égyptien.

## Carrière
Il est médaillé d'or en individuel aux Championnats d'Afrique 2015 au Caire. Aux Championnats du monde 2017 au Caire, il est médaillé d'or par équipe et médaillé d'argent en relais mixte avec Haydy Morsy. Il est médaillé d'or en relais mixte avec Salma Abdelmaksoud aux Championnats du monde 2019 à Budapest ainsi qu'aux Jeux mondiaux militaires de 2019 à Wuhan.
Aux Championnats du monde de pentathlon moderne 2022 à Alexandrie, il est médaillé d'argent en relais avec Ahmed Hamed.
Il remporte la médaille de bronze des Championnats d'Afrique de pentathlon moderne 2023 au Caire.